# Communauté de communes du Val d'Argent
La communauté de communes du Val d'Argent est une communauté de communes française, située dans la circonscription administrative du Haut-Rhin et la collectivité européenne d'Alsace.

### Établissements publics de coopération intercommunale limitrophes

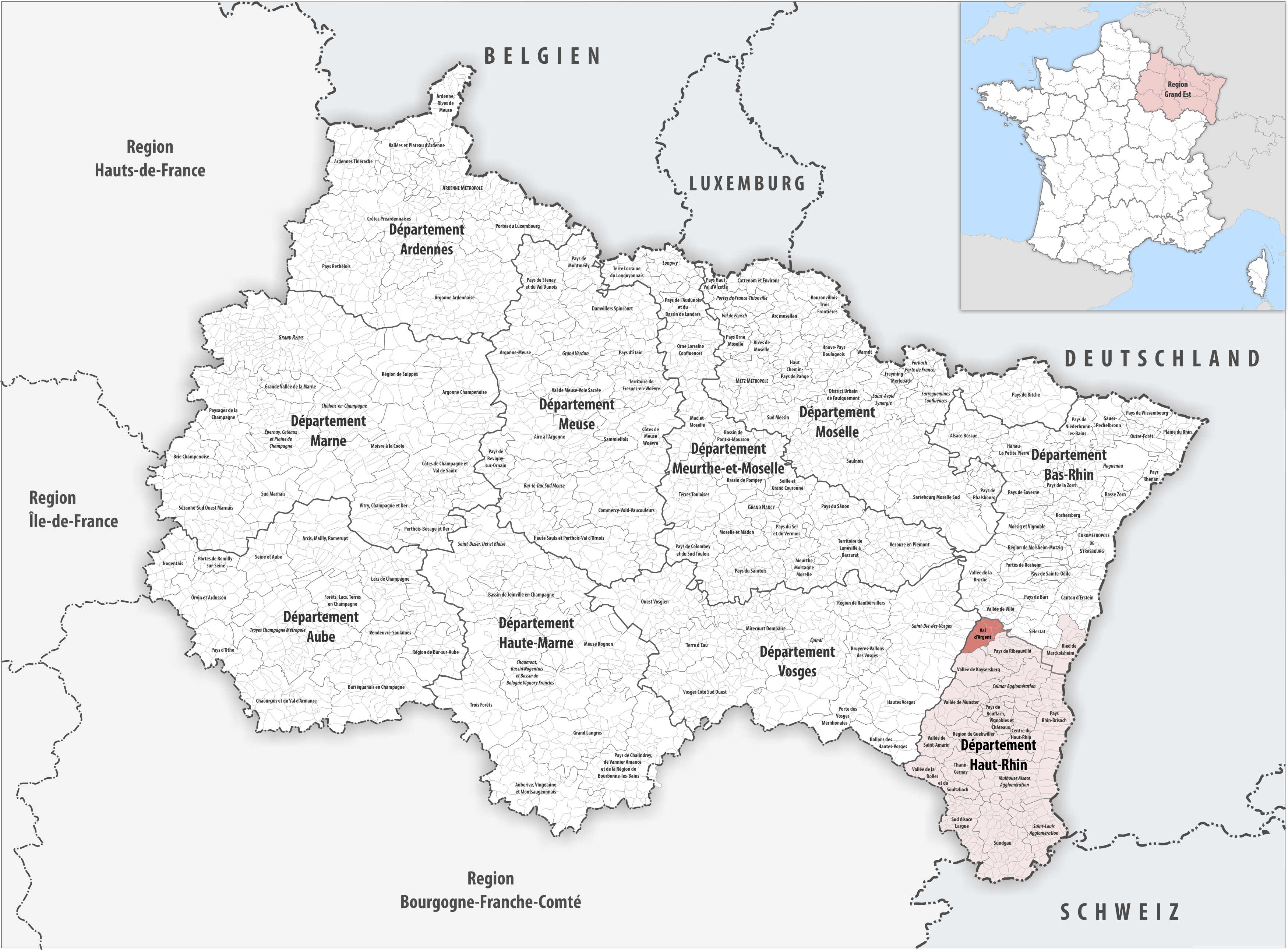
La communauté de communes du Val d'Argent au sein du Grand Est.

## Histoire
Elle a été créée le 31 décembre 2000.

## Composition
La communauté de communes est composée des 4 communes suivantes :

| Nom                            | Code Insee | Gentilé         | Superficie (km2) | Population (dernière pop. légale) | Densité (hab./km2) |
| ------------------------------ | ---------- | --------------- | ---------------- | --------------------------------- | ------------------ |
| Sainte-Croix-aux-Mines (siège) | 68294      | Saint-Creuziens | 27,85            | 1 756 (2022)                      | 63                 |
| Lièpvre                        | 68185      | Lièpvrois       | 12,55            | 1 647 (2022)                      | 131                |
| Rombach-le-Franc               | 68283      | Rombachois      | 17,87            | 785 (2022)                        | 44                 |
| Sainte-Marie-aux-Mines         | 68298      | Saint-Mariens   | 45,23            | 4 945 (2022)                      | 109                |

## Démographie
| 1968   | 1975   | 1982   | 1990   | 1999   | 2010   | 2015  | 2021  |
| ------ | ------ | ------ | ------ | ------ | ------ | ----- | ----- |
| 12 187 | 11 320 | 10 624 | 10 021 | 10 303 | 10 103 | 9 653 | 9 289 |

## Administration
| Période                                                | Période    | Identité          | Étiquette      | Qualité                                                                                            |
| ------------------------------------------------------ | ---------- | ----------------- | -------------- | -------------------------------------------------------------------------------------------------- |
| Syndicat intercommunal à vocation multiple (1965-1990) |            |                   |                | |
| Les données manquantes sont à compléter.               |            |                   |                | |
| 1967                                                   | 1977       | Guy Naudo         | RI puis UDF-PR | Maire de Lièpvre (1959 → 1977) Conseiller général de Sainte-Marie-aux-Mines (1965 → 1998)          |
| 1977                                                   | ?          | Jean-Paul Kuhn    |                | Maire de Sainte-Marie-aux-Mines (1977 → 1983)                                                      |
| Les données manquantes sont à compléter.               |            |                   |                | |
| 1987                                                   | 1990       | Roland Mercier    |                | Maire de Sainte-Marie-aux-Mines (1984 → 1995)                                                      |
| District (1991-2000)                                   |            |                   |                | |
| 1991                                                   | ?          | Raymond Hestin    | DVD            | Maire de Rombach-le-Franc (1986 → 1999) Conseiller général de Sainte-Marie-aux-Mines (1998 → 1999) |
| Communauté de communes (depuis 2001)                   |            |                   |                | |
| avant 2004                                             | avril 2014 | Jean-Luc Fréchard |                | Maire de Rombach-le-Franc (1999 → 2014)                                                            |
| avril 2014                                             | juin 2020  | Claude Abel       | DVD            | Maire de Sainte-Marie-aux-Mines (2001 → 2020)                                                      |
| juin 2020                                              | En cours   | Jean-Marc Burrus  | DVD            | Maire de Sainte-Croix-aux-Mines (2018 → )                                                          |

## Transports
La communauté de communes est devenue autorité organisatrice de la mobilité (AOM).

### Impact énergétique et climatique

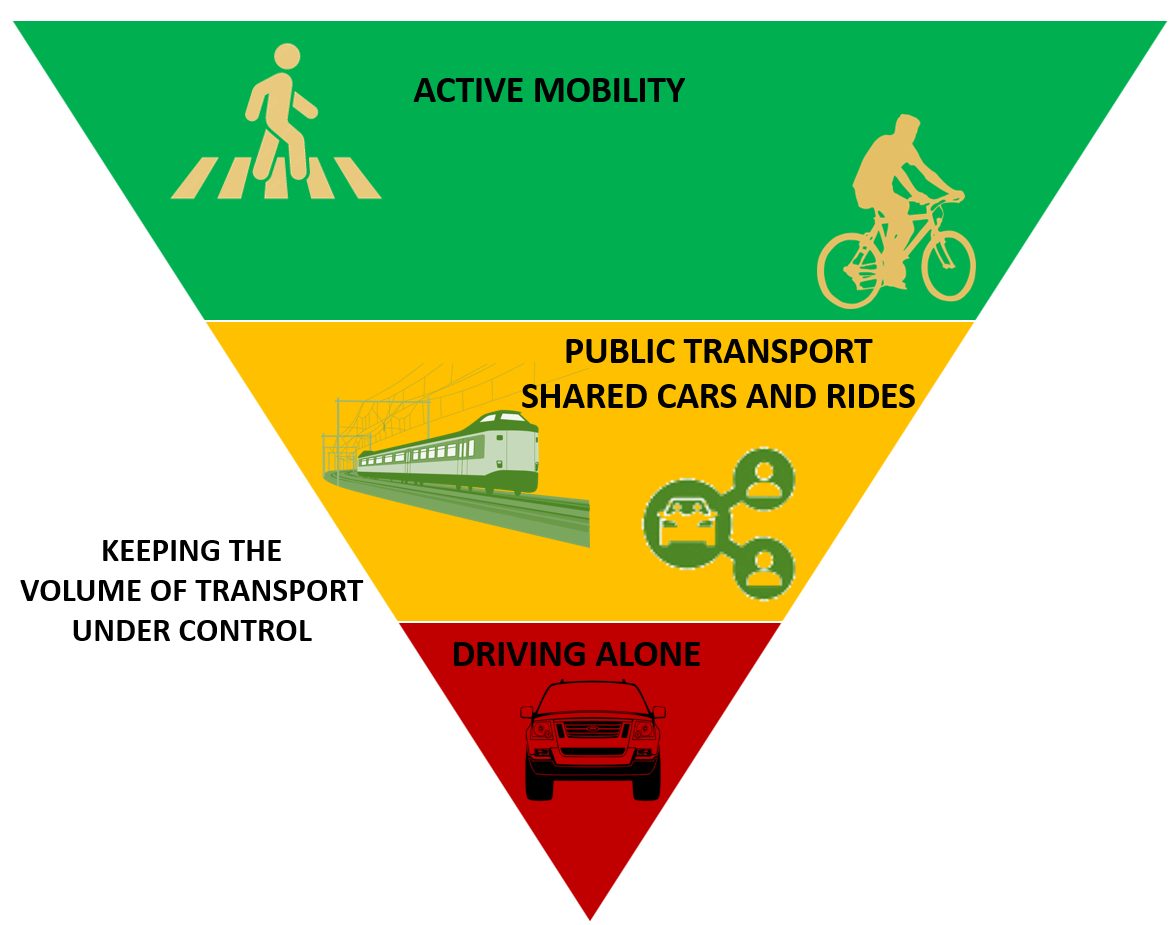
Pyramide de la mobilité, proposée par le projet européen Share North.

| -                              | Transports routiers | Autres transports |
| ------------------------------ | ------------------- | ----------------- |
| Carburant (GWh)                | 47                  | 0                 |
| Électricité (GWh)              | 0                   | 0                 |
| Gaz à effet de serre (ktéqCO2) | 12                  | 0                 |

## Énergie et climat
Dans le cadre du schéma régional d'aménagement, de développement durable et d'égalité des territoires (SRADDET) du Grand Est, ATMO Grand Est tient à jour les statistiques énergétiques  des établissements publics de coopération intercommunale de la collectivité européenne d'Alsace sous forme de diagramme de flux.
L'énergie finale annuelle, consommée en 2020, est exprimée en gigawatts-heures,.
| -                          | GWh |
| -------------------------- | --- |
| Électricité                | 87  |
| Carburants ou combustibles | 202 |
| Chaleur primaire           | 8   |

L'énergie produite en 2020 est également exprimée en gigawatts-heures.
| -                          | GWh |
| -------------------------- | --- |
| Électricité                | 1   |
| Carburants ou combustibles | 133 |
| Chaleur primaire           | 6   |

Les gaz à effet de serre sont exprimés en kilotonnes équivalent CO2.
| -                     | ktéqCO2 |
| --------------------- | ------- |
| Liées à l'énergie     | 41      |
| Non liées à l'énergie | 5       |